# Cardiocladius brasiliensis
Cardiocladius brasiliensis är en tvåvingeart som beskrevs av Oliveira 1949. Cardiocladius brasiliensis ingår i släktet Cardiocladius och familjen fjädermyggor. Inga underarter finns listade i Catalogue of Life.